# Blakea venusta
Blakea venusta är en tvåhjärtbladig växtart som beskrevs av Kriebel, Almeda och A. Estrada. Blakea venusta ingår i släktet Blakea och familjen Melastomataceae. Inga underarter finns listade i Catalogue of Life.